# Herman Zahorski
Herman Zahorski (zm. pod koniec 1600 lub na początku 1601) – prawosławny arcybiskup połocki, następnie greckokatolicki ordynariusz tej samej eparchii.
Mianowany 5 maja 1595 prawosławnym koadiutorem połockim. Od lipca 1595 (po śmierci poprzedniego biskupa połockiego Nataniela Sielickiego) przejął funkcję ordynariusza. Był sygnatariuszem aktu unii brzeskiej w 1596 roku.